# 阿查法拉亞河
阿查法拉亚河，位於美國路易斯安那州的中南部，長137（85英里），是密西西比河和红河的一條分流。 它流向南注入墨西哥灣，紧靠密西西比河以西 ，以排水量計是北美第五大河流。 名称「阿查法拉亞」来自喬克托語，意为“长河”，源自hachcha （“河”）和falaya （“ 長”）。